# 黒い目の子供

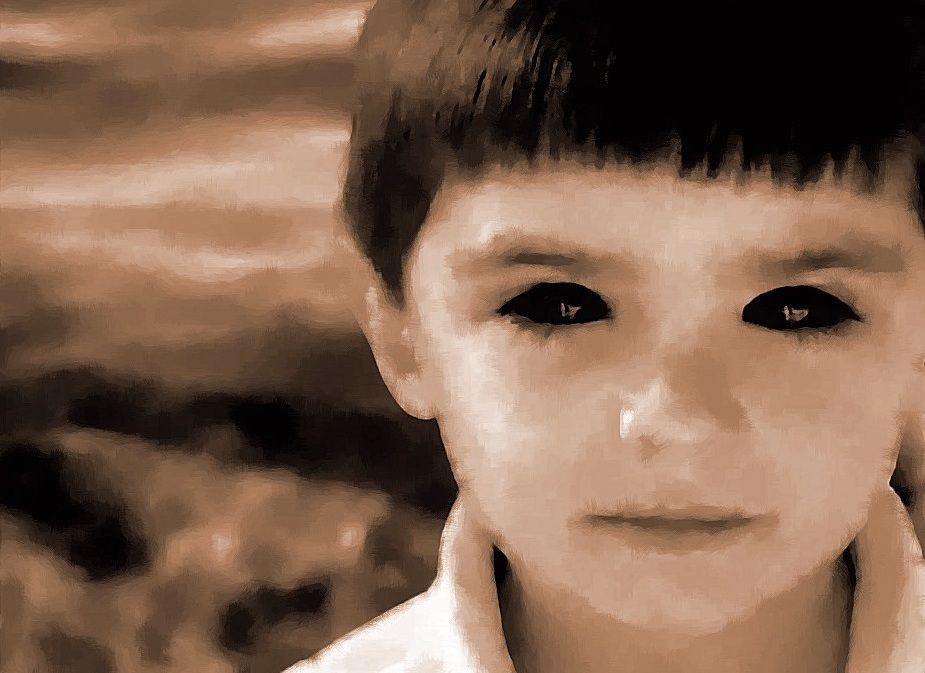
黒い目の子供の想像図

黒い目の子供（くろいめのこども、英: Black-eyed children, black-eyed kids、略してBEC、BEK）とはアメリカ合衆国の都市伝説であり、子供の姿をした超常的な生物が出現するという内容である。その生物は6歳から16歳の子供の姿をしており、肌は青白く、目が黒い。ヒッチハイクするところが目撃されていると伝えられており、住んでいる家の戸口で出会うとも言われる。

## 歴史
黒い目の子供に関する大衆紙の報道によれば、黒い目の子供の話は1980年代から存在するという。ほとんどの情報源では、この都市伝説の起源は、1996年にテキサスの記者であるブライアン・ベセル (英: Brian Bethel) が怪談関係のメーリングリストに書いた、2人の黒い目の子供と遭遇したという体験談であるとされる。ベセルは1996年にテキサス州アビリーンで2人の黒い目の子供に出会ったと述べている。また、別の人がオレゴン州ポートランドで無関係に同様の体験をしたとも主張している。ベセルの話はクリーピーパスタ (インターネット上でコピー・アンド・ペーストを介して流布される都市伝説や怪談のこと) の古典的な例として見なされている。この話が大きな人気を獲得したため、ベセルは黒い目の子供についての詳しい情報を知りたがった人々のためにFAQを公開した。2012年にベセルはテレビ番組Monsters and Mysteries in Americaに出演し、黒い目の子供の話について語った。ベセルはアビリーン・リポーター・ニュースにも黒い目の子供に関する記事を書いた。その記事で自分の体験談について記し、この体験が本当に起こった出来事であると確信していると述べた。
2012年にKickstarterのクラウドファンディングを通じて黒い目の子供を主題とした映画Sunshine Girl and the Hunt for Black Eyed Kidsが制作された。その映画の監督は黒い目の子供について、"an urban legend that's been floating around on the Internet for years now, I always thought it was fascinating" (この数年、ある都市伝説がインターネット中を広まっている。私はその都市伝説が魅惑的だといつも思っていた) と述べている。また、2013年に黒い目の子供についての報告を特集するWeekly Strangeの映像作品がMSNに掲載された。この映像作品により黒い目の子供の都市伝説はインターネットをよりいっそう広まっていったと考えられている。
2014年9月に、イギリスの大衆紙のデイリー・スターは、黒い目の子供の目撃談について3回に渡って1面でセンセーショナルに特集した。この特集では、スタッフォードシャーにあるパブが幽霊が出るということで格安で売られているという話に、黒い目の子供を関連付けている。黒い目の子供の目撃談はゴーストハンティングをする人の間では本当の出来事として扱われており、その中には黒い目の子供は地球外生命体や吸血鬼、幽霊であると考えている人もいる。
科学書作家のシャロン・A・ヒルは黒い目の子供と遭遇したという話の証拠になる文献が発見できなかったため、この話はいわゆる「友達の友達」を通じて広まる怪談であると結論付けている。ヒルはこの都市伝説がブラックドッグのようなお化けが出る典型的な民間伝承と似ていると考えており、これは超自然のものではなく、実際に遭遇したというような出来事自体起きていなかったのかもしれないと語る。